# La Boissière, Hérault
La Boissière este o comună în departamentul Hérault din sudul Franței. În 2009 avea o populație de 914 de locuitori.

## Evoluția populației
| An        | 1975 | 1982 | 1990 | 1999 | 2006 | 2009 |
| --------- | ---- | ---- | ---- | ---- | ---- | ---- |
| Populație | 253  | 404  | 594  | 718  | 845  | 914  |